# Framersheim
Framersheim là một đô thị thuộc huyện Alzey-Worms, bang Rheinland-Pfalz, nước Đức. Đô thị Framersheim có diện tích 9,31 km².